# Haldor Topsøe
 For alternative betydninger, se Haldor Topsøe (flertydig). (Se også artikler, som begynder med Haldor Topsøe)
Haldor Frederik Axel Topsøe (født 24. maj 1913 i København, død 20. maj 2013) var en dansk civilingeniør, erhvervsleder og grundlægger af Haldor Topsøe A/S. Han var ældste søn af kaptajn Flemming Topsøe (1885–1954) og Hedvig Sofie Topsøe (1888-1961), gift med Inger Topsøe (født Veng Kunst, 1913-2008). Haldor Topsøe, der er opkaldt efter sin farfar krystallografen Haldor Topsøe, 
fik fire børn. Han modtog den 9. april 2008 Storkorset til Dannebrogordenen.
I starten af maj 2013 brækkede han hoften efter et fald og blev indlagt, hvilket i første omgang betød, at han måtte aflyse sin 100 års fødselsdag. Han afgik ved døden 20. maj 2013, blot 4 dage før sin 100-års fødselsdag.

## Karriere
Han blev student fra Frederiksberg Gymnasium 1931, hvorefter han sideløbende studerede fysik under Niels Bohr og kemi på Danmarks Tekniske Højskole. Han blev cand.polyt. i 1936, hvor han også giftede sig med Inger Topsøe. Haldor Topsøe, som var civilingeniør i kemi, begyndte sin karriere som medarbejder på Aarhus Oliefabrik AS 1936-39, inden han i 1940 med sit firma Haldor Topsøe A/S etablerede sig som rådgivende ingeniør i Kongens Lyngby inden for kemisk industri med speciale i heterogen katalyse. Virksomheden blev udvidet med et produktionsanlæg i Frederikssund i 1958 og senere et produktionsanlæg i Houston, USA.
I slutningen af 50'erne eksperimenterede Topsøe med fremstilling af silicium til halvledere i kælderen i sit hjem, og i 1959 grundlagde han virksomheden Topsil i 1959. En egentlig produktion blev startet i et hjørne af fabrikken i Danmark, og der blev forsket i float zone silicium. Topsil blev senere børsnoteret, men blev afnoteret i 2016.
Haldor Topsøe fortsatte som eneejer af Haldor Topsøe A/S til 1972, hvor italienske Snamprogetti overtog 50% af aktierne. I 2007 købte Haldor Topsøe virksomheden tilbage, og i dag er virksomheden 100% ejet af Topsøe-familien.
Ved siden af sin egen virksomhed beklædte Haldor Topsøe flere bestyrelsesposter, bl.a. var han formand for SAS' bestyrelse fra 1968 og for SAS Invest A/S fra 1971. Han var også medlem af bestyrelsesrådet for A/S Jens Villadsens Fabriker og af bestyrelsen for A/S Villaco fra 1951, af bestyrelsen for Kampmann, Kierulff & Saxild A/S og Incentive A/S, af bestyrelsesrådet for A/S De forenede Bryggerier og af kontrolkomiteen for Haand i Haand-koncernen fra 1967, af bestyrelsen for Philips Industri og Handels A/S fra 1970 og formand i bestyrelsen for A/S Det Danske Luftfartselskab.
Han blev i 1968 udnævnt til æresdoktor ved Aarhus Universitet, i 1969 ved Danmarks Tekniske Universitet og i 1986 ved Chalmers tekniska högskola i Göteborg. I 1985 modtog han Det Kgl. Danske Videnskabernes Selskabs guldmedalje og i 1991 fik han den prestigefyldte amerikanske ingeniørpris Hoover Medal. Desuden har han siden 1951 været medlem af Akademiet for de Tekniske Videnskaber i Danmark samt tilsvarende organisationer i Sverige (Kungliga Ingenjörsvetenskapsakademien) og USA. Han var med i Atomenergikommissionen fra 1955. I 1999 blev han af Ingeniørforeningen i Danmark udnævnt til "Århundredets Ingeniør". Han har skrevet Danmarks Produktionsliv omkring 1935 (tildelt G.A. Hagemanns Guldmedalje 1944).
Han ejede Frydenlund ved Vedbæk.

## Hædersbevisninger
- 1944 G.A. Hagemanns Guldmedalje fra Danmarks Tekniske Universitet
- 1968 Æresdoktor i filosofi, Århus Universitet
- 1969 Æresdoktor Danmarks Tekniske Universitet
- 1982 C.F. Tietgen-medaljen
- 1984 Queen's medal for Meritorious Services
- 1984 Æresmedlem af Dansk Ingeniørforening
- 1985 Royal Academy of Sciences Gold Medal
- 1986 Æresdoktor Chalmers tekniska högskola
- 1988 Ordre National de la Légion d’Honneur
- 1989 Francis New Memorial Medal
- 1991 Hoover Medal
- 1992 Trade Union of Danish Technicians’ Technology- and Environment Prize
- 1996 Order of Intellectual Capacity, Marokko
- 1997 Eminent Chemical Engineer Award, Delhi, Indien
- 1999 "Århundredets Ingeniør", Ingeniøren
- 2003 Æresprofessor på Ruslands Videnskabsakademi
- 2007 Grove Memorial Medal for forskning i brændselscelleteknologi
- 2008 Julius Thomsens Guldmedalje fra Danmarks Tekniske Universitet
- 2008 Ridder af Dannebrog, Storkorset
- 2008 Winthrop-Sears Medal
- 2009 Berlingske Tidendes Pris
- 2013 Storkorset af Finlands Lejons orden